# Witvleugelmoortiran
De witvleugelmoortiran (Knipolegus aterrimus) is een zangvogel uit de familie Tyrannidae (tirannen).

## Verspreiding en leefgebied
Deze soort komt voor van Peru tot Argentinië en telt drie ondersoorten. De ondersoort heterogyna wordt ook wel als een aparte soort beschouwd.
- K. a. heterogyna: noordelijk Peru.
- K. a. anthracinus: zuidelijk Peru en westelijk Bolivia.
- K. a. aterrimus: oostelijk Bolivia, Paraguay en westelijk Argentinië.

## Status
De grootte van de populatie is niet gekwantificeerd maar de soort wordt omschreven als vrij algemeen. Op de Rode lijst van de IUCN heeft deze soort de status niet bedreigd.

Verspreidingskaart heterogyna